# 涅克拉索夫斯科耶區

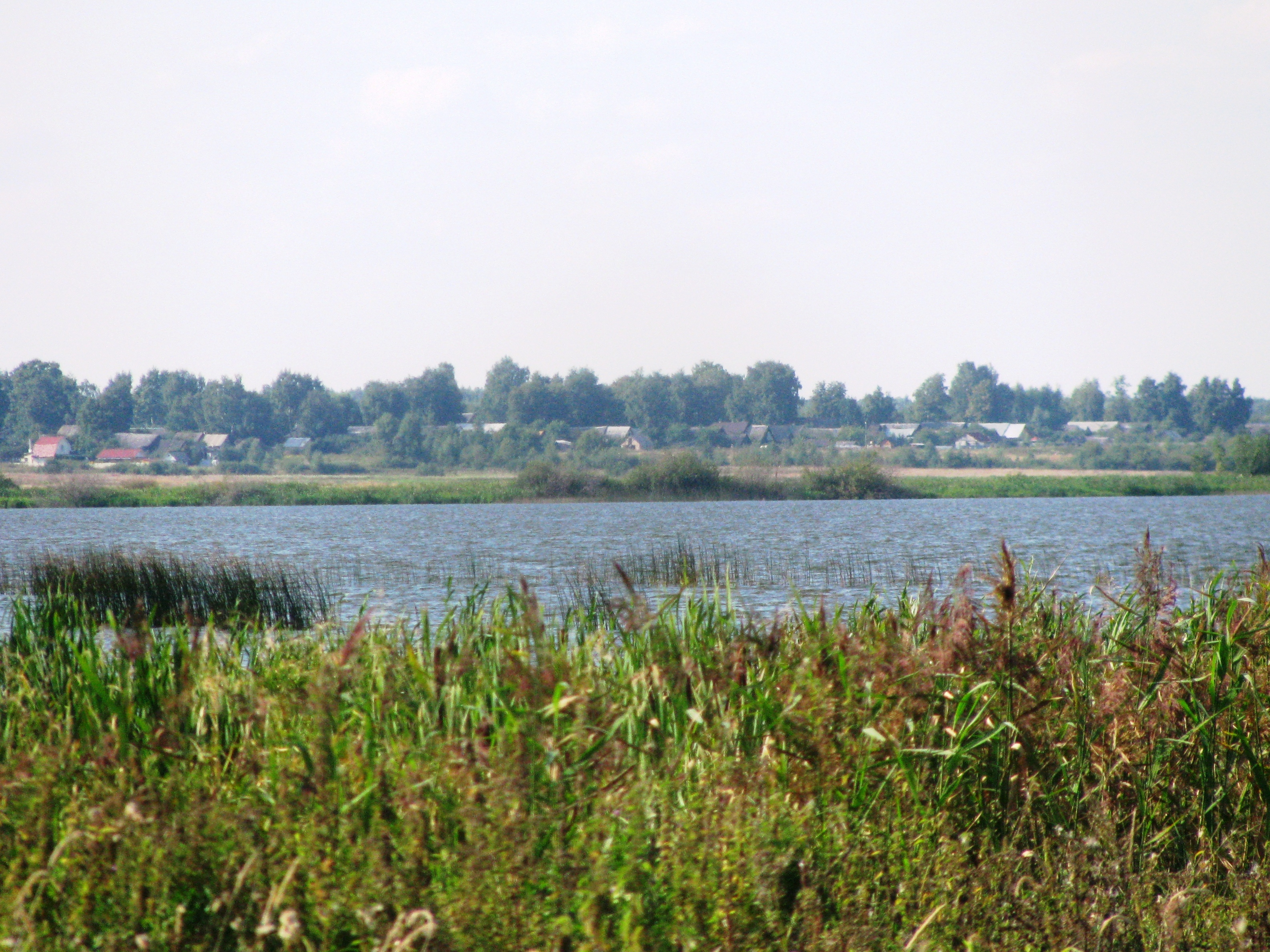

57°41′01″N 40°22′26″E / 57.68361°N 40.37389°E
涅克拉索夫斯科耶區（俄语：Некрасовский район），是俄羅斯的一個區，位於該國西部，由雅羅斯拉夫爾州負責管轄，面積1,380平方公里，2010年人口21,573，人口密度每平方公里15.63人。